# Иван Димов (музикант)
Вижте пояснителната страница за други личности с името Иван Димов.
Иван Неделчев Димов е български барабанист, роден в гр. Бургас. Свири от 9-годишен на ударни инструменти. Завършва Музикалното училище в Бургас, след което Държавна Музикална Академия „Панчо Владигеров“ – София. През 2003 г. завършва УНСС в град София. В периода 1997 – 1999 работи като преподавател по ударни инструменти в гр. Измир – Турция. През 1999 година се завръща в България и става един от основателите на група „Мастило“ в която свири до 2005 година записвайки първите два албума. От 2007 година свири с „Мери Бойс Бенд“.

## Дискография
- Албум – „Игуана“ – група Мастило, 2002, поп
- Албум Репетиция – група Мастило, 2004, поп
- Албум Дългият път към дома – група Мери Бойс Бенд, 2010, поп-рок